# آنتونیو پیتانگا
آنتونیو پیتانگا (انگلیسی: Antônio Pitanga) زادهٔ1939 میلادی، یک هنرپیشه اهل برزیل است. وی از سال ۱۹۶۰ میلادی تاکنون مشغول فعالیت بوده‌است.